# Prionoryctes intermedius
Prionoryctes intermedius är en skalbaggsart som beskrevs av Heinrich Bernward Prell 1912. Prionoryctes intermedius ingår i släktet Prionoryctes och familjen Dynastidae. Inga underarter finns listade i Catalogue of Life.